# Grazer AK
Grazer AK, GAK, är en österrikisk fotbollsklubb från Graz i Steiermark.

## Klubbnamn
Grazer Athletik Klub

## Kända spelare
- Walter Koleznik (1959-1978)
- Mario Zuenelli (1973-1986)
- Savo Ekmecic (1978-1985)
- Michaël Goossens (2003-2004)
- Jones Kusi-Asare (2001/02-2002/03)

## Tränare
- Peter Stöger (2010 - x)
- Lars Söndergaard (2006-Mai 2007)
- Walter Schachner (2002-2006)
- Klaus Augenthaler (1997-2000)